# Telepy Károly
Telepy Károly, (Debrecen, 1828. december 25. – Budapest, 1906. szeptember 30.) magyar tájképfestő.

## Életpályája
Apja Telepi György színész, a Nemzeti Színház tagja volt, aki díszletfestéssel is foglalkozott, anyja Bohuss Jozefa. Telepy Károly a gimnáziumot 1840 és 1846 között a pesti piaristáknál végezte, de azután az egyetem helyett azonban a festészeti pályát választotta. 1845-ben Barabás Miklósnál kezdte meg a rajzolás tanulását. 1848-ban a márciusi ifjak tagja. A szabadságharc után, 1849-ben sikerült Münchenbe kijutnia, ahol szorgalmasan tanult 1851-ig; ekkor a katonasorozás miatt vissza kellett térnie hazájába. Néhány hónapot Pesten töltött, majd Velencébe utazott, ahol Lodovico Lipparini vezetése mellett fejezte be tanulmányait. A lagúnák városában öt esztendeig tartózkodott, majd meglátogatta Drezdát, Berlint, Münchent és miután másfél évet töltött Rómában, 1860-ban visszatért Pestre. Rövidesen, 1861-ben, a titkára lett az akkor alakult Országos Magyar Képzőművészeti Társulatnak. Mint a társulat műtárnoka, sokat tett a kiállítások sikere érdekében. Festett arcképeket, oltárképeket, igazi tere azonban a tájképfestészet volt. Történelmi várakat, romokat festett, megörökítette a Tátrát és a Balaton-felvidéket. Hangulatos festményei országszerte nagy elismerésben részesültek.
1861. február 11-én Pesten, a terézvárosi plébánián házasságot kötött Egressy Etelkával, Egressy Gábor színész és Szentpétery Zsuzsanna színésznő leányával.
Több alkotása a Magyar Nemzeti Galériában található. Szoborportréját 1903-ban Balló Ede szobrászművész készítette el.

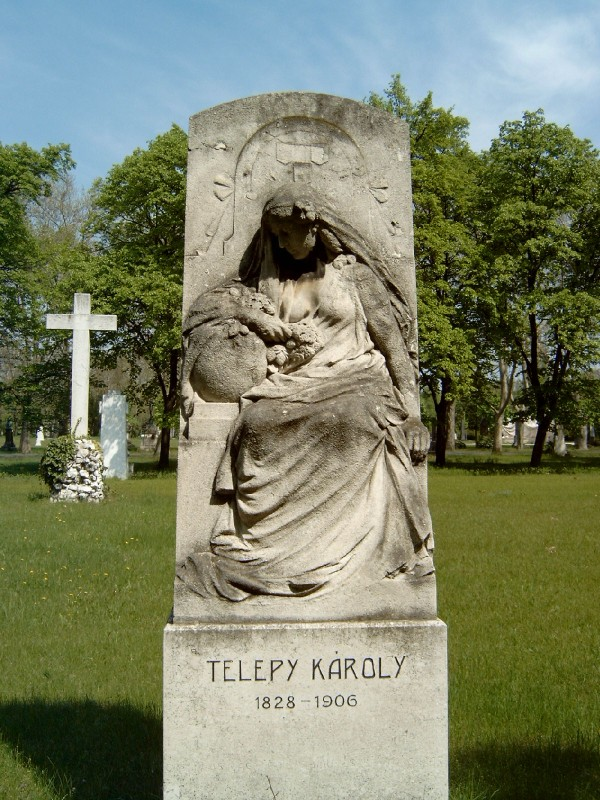
Telepy Károly síremléke a Kerepesi temetőben, Róna József szobra

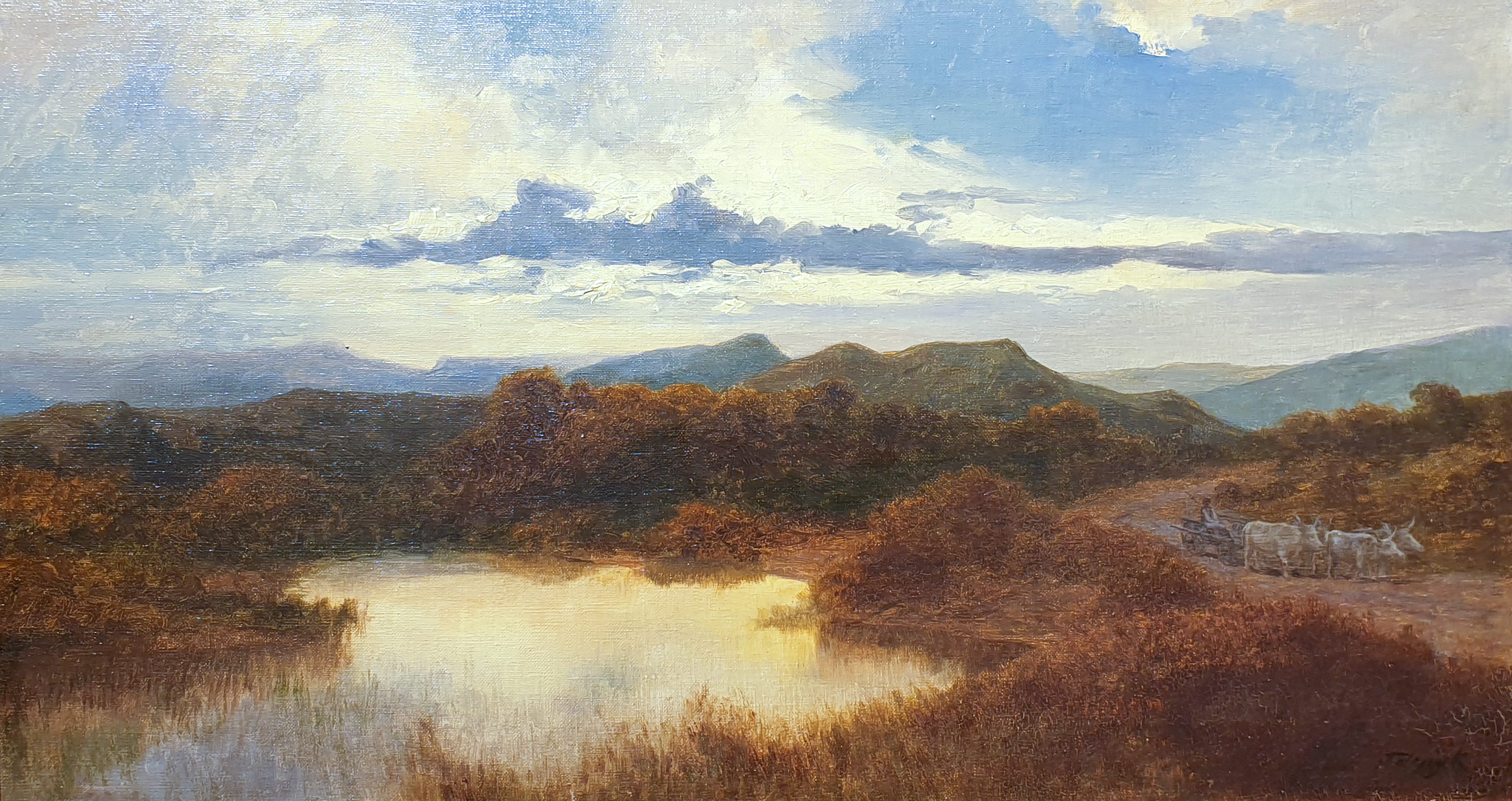
A régi út Aligára

## Főbb művei
- Balatoni táj (év nélkül, MNG)
- Diósgyőri várrom (1860, MNG)
- Újpesti hajógyár (1893, BTM - Kiscelli Múzeum)

## Emlékezete
- Síremléke a Kerepesi temetőben található (Róna József szobra)
- 1967-ben Debrecenben rendezték meg az emlékkiállítását.
- 1879 óta Budapesten, a IX. kerületben a Telepy utca őrzi Telepy Károlynak és apjának az emlékét.
- 1934-ben utcát neveztek el róla Rákospalotán, azonban 1954 óta az utca neve Tarpai utca.